# کوسه‌پیری
کوسه‌پیری، روستایی زیبا با طبیعت بکر و بی نظیر از توابع بخش تخت سلیمان شهرستان تکاب در استان آذربایجان غربی ایران است.

## جمعیت
این روستا در دهستان ساروق قرار دارد و براساس سرشماری مرکز آمار ایران در سال ۱۳۸۵، جمعیت آن ۱۷۶ نفر (۳۳ خانوار) بوده‌است.
در تازه ترین آمار ارائه شده توسط افراد بومی جمعیت این روستا با افزایش 30نفری به حدود 206 نفر رسیده است.

## مکان های دیدنی
این روستا به علت واقع شدن در دره ی سرسبز دارای طبیعت بی نظیری است.و در بخش رودخانه کانی چرمو که از این روستا می گذرد دو آبشار بسیار زیبا به نام های شورشور وجود دارد.